# Паметник Гоце Делчев (Попови ливади)
Паметникът на Гоце Делчев в местността Попови ливади в едноименното село, община Гоце Делчев, е открит тържествено през 2003 година по случай 100 години от Илинденско-Преображенско-Кръстовденското въстание. 
Намира се в североизточната част на село Попови ливади, на около 200 метра южно от хижа „Попови ливади“, до републикански път III-198, при разклона за връх Ореляк. Изработен е от скулптора Крум Дерменджиев през 1980 година. Първоначално скулптурата е поставена във военното поделение в град Враца. През 2003 година е преместена в местността Попови ливади. Ежегодно, по време на честванията, които се правят там по случай годишнината от въстанието, пред паметника на героя се отслужва панихида за загиналите. Присъстващите поднасят цветя в знак на почит към делото на Гоце Делчев и на всички борци, дали живота си за освобождението и присъединяването на Македония и Одринско към България.